# Chi Aquarii
Chi Aquarii (χ Aqr / χ Aquarii) è una stella gigante rossa di magnitudine 5,01 situata nella costellazione dell'Aquario. Dista 612 anni luce dal sistema solare.

## Osservazione
Si tratta di una stella situata nell'emisfero celeste australe, ma molto in prossimità dell'equatore celeste; ciò comporta che possa essere osservata da tutte le regioni abitate della Terra senza alcuna difficoltà e che sia invisibile soltanto molto oltre il circolo polare artico. Nell'emisfero sud invece appare circumpolare solo nelle aree più interne del continente antartico. La sua magnitudine pari a 5 fa sì che possa essere scorta solo con un cielo sufficientemente libero dagli effetti dell'inquinamento luminoso.
Il periodo migliore per la sua osservazione nel cielo serale ricade nei mesi compresi fra fine agosto e dicembre; da entrambi gli emisferi il periodo di visibilità rimane indicativamente lo stesso, grazie alla posizione della stella non lontana dall'equatore celeste.

## Caratteristiche fisiche
La stella è una gigante rossa in un avanzato stadio evolutivo, e come molte stelle di questo tipo è una variabile semiregolare, con la magnitudine che varia da 4,75 a 5,10 in circa 35 giorni. Possiede una magnitudine assoluta di -1,46 e la sua velocità radiale negativa indica che la stella si sta avvicinando al sistema solare.